# Eparchia di Tokyo
L'eparchia di Tokyo è una delle tre eparchie della chiesa ortodossa giapponese, ha sede nella città di Tokyo, in Giappone, dove si trova la cattedrale della Resurrezione. L'arcivescovo di Tokyo e di tutto il Giappone è il metropolita Daniel (Nushiro).

## Storia
Nel 1906 San Nicola del Giappone fondò il vicariato di Tokyo come centro della missione ortodossa russa in Giappone. Dal 1941-1946 la comunità ortodossa locale è stata sottoposta alla giurisdizione della Chiesa ortodossa russa fuori dalla Russia, per poi essere trasferita al controllo diretto del Patriarcato di Mosca. Nel 1970, quando la Chiesa ortodossa giapponese ha ottenuto lo status di chiesa autonoma nell'ambito del Patriarcato di Mosca, la presenza ortodossa in Giappone ha assunto l'attuale struttura con l'erezione dell'Eparchia di Kyoto e del Giappone Occidentale e dell'eparchia di Sendai e del Giappone Orientale.

## Territorio
Il territorio dell'eparchia comprende Tokyo e le prefetture di Nagano, Tochigi, Ibaraki, Saitama, Chiba, Gunma, Kanagawa, Shizuoka e Yamanashi.